# Scutiger tuberculatus
Scutiger tuberculatus is een kikkersoort uit het geslacht Scutiger in de familie Megophryidae. De soort werd voor het eerst wetenschappelijk beschreven door Cheng-chao Liu en Liang Fe in 1979.
De soort is enkel gekend van een tiental vindplaatsen in het zuiden van de provincie Sichuan en noord-centraal Yunnan in China op hoogtes van 2600 tot 3750 meter boven het zeeniveau. Het verspreidingsgebied van de soort is ongeveer 14.004 km2 en wordt bedreigd door verlies van habitat omwille van toerisme en wegenconstructie.